# Уорън (окръг, Северна Каролина)
Окръг Уорън (на английски: Warren County) е окръг в щата Северна Каролина, Съединени американски щати. Площта му е 1150 km², а населението – 19 907 души (2016). Административен център е град Уорънтън.